# Dangeau (Dangeau)
Dangeau ist eine Ortschaft und eine ehemalige französische Gemeinde mit zuletzt 920 Einwohnern (Stand: 2015) im Département Eure-et-Loir in der Region Centre-Val de Loire. Sie gehörte zum  Kanton Châteaudun und zum Arrondissement Châteaudun.
Mit Wirkung vom 1. Januar 2018 wurden die früheren Gemeinden Bullou, Dangeau und Mézières-au-Perche zur namensgleichen Commune nouvelle Dangeau zusammengeschlossen. In der neuen Gemeinde wurde ihnen der Status einer Commune déléguée jedoch nicht zuerkannt. Der Verwaltungssitz befindet sich im Ort Dangeau.

## Lage
Nachbarorte sind
- Bullou, Mézières-au-Perche und Saumeray im Norden,
- Alluyes, Trizay-lès-Bonneval und Montharville im Osten,
- Flacey im Südosten,
- Marboué, Logron und Gohory im Süden,
- Yèvres im Westen.

## Bevölkerungsentwicklung
| Jahr      | 1962 | 1968 | 1975 | 1982 | 1990 | 1999 | 2008 |
| --------- | ---- | ---- | ---- | ---- | ---- | ---- | ---- |
| Einwohner | 1006 | 915  | 829  | 749  | 742  | 775  | 936  |

## Sehenswürdigkeiten
- Kriegerdenkmal
- Schloss Bouthonvilliers, seit dem 11. August 1975 ein Monument historique
- Kirche Saint-Georges-et-Saint-Pierre, seit dem 24. Dezember 1959 ein Monument historique

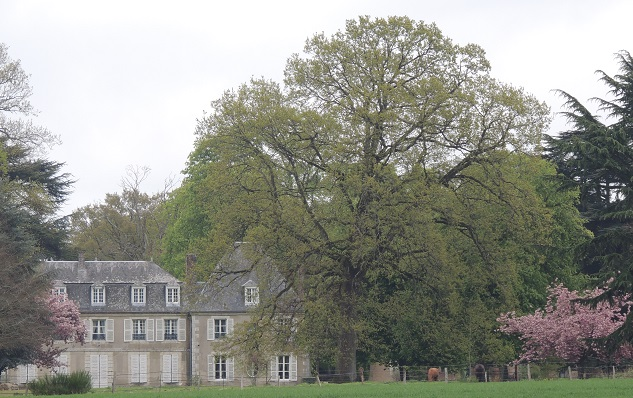
Schloss Bouthonvilliers
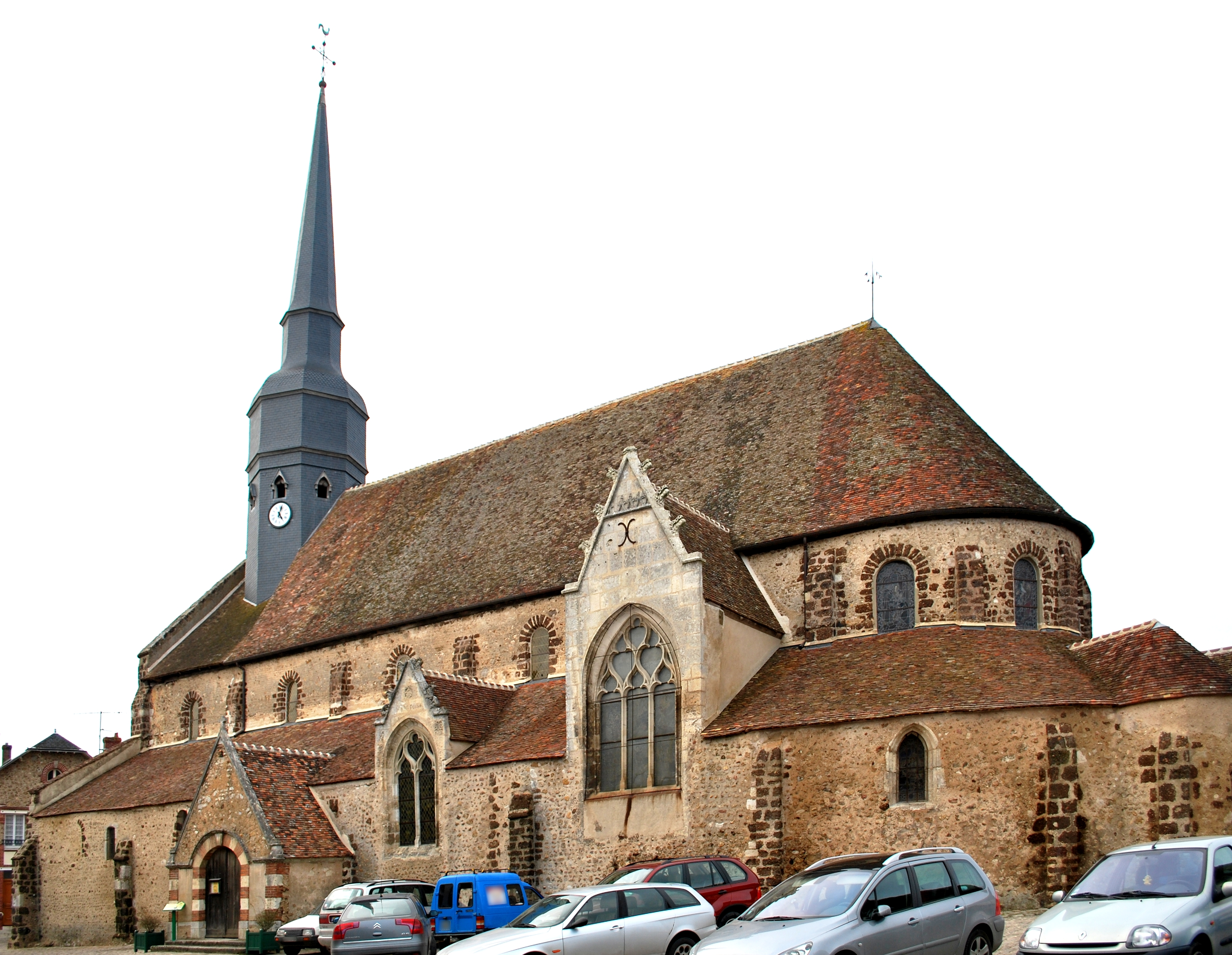
Kirche Saint-Georges